# High Brid
『High Brid』 （ハイ・ブリッド）は、日本のロックバンド、DOPING PANDAのミニアルバム。2007年6月6日、gr8!recordsより発売。

## 解説
- 3rdミニアルバム。このアルバムを引っさげ、テレビ朝日系『ミュージックステーション』など地上波テレビ出演を果たした。
- ミニアルバム「High」シリーズ3部作の最終章。
- 初回生産限定盤と通常盤の2形態で発売。初回盤はDVD付きで、メンバーによる全曲解説、ショートムービーの完結編が収録されている。

## 収録曲
1. Hybrid breeder (4:55)
2. I'll be there (3:47)
本作のリード・ナンバー。PVも制作されている。
3. shine (4:54)
4. Always away (3:11)
5. It's my life (5:27)

全作詞・作曲：Yutaka Furukawa　編曲：DOPING PANDA

### 初回特典DVD
1. 全曲解説
2. The Short Movies 第3話　スルー、アウェイ
3. Ending